# Ascencio Villegas Arrizón
Ascencio Villegas Arrizón (Nayarit, 15 de marzo de 1952 - Ciudad de México, 28 de octubre de 2012) fue un médico, profesor y rector de la UAGro, de 2010 a 2012.

## Estudios
Estudio para Médico Cirujano en la UNAM de 1974 a 1979, tuvo una maestría en Ciencias Médicas por la  UAGro en 1999, obtuvo su Doctorado en Epidemiología por la  UAGro el 15 de marzo de 2002 y residió en Guerrero desde 1981.

## Cargos
Fue profesor de tiempo completo la UAG desde 1981, subdirector de la Escuela de Medicina de la UAG de 1985 a 1986, director de la Facultad de Medicina de la UAGro de 1986 a 1989, secretario de Asuntos Académicos del H. Consejo Universitario de 1986 a 1989, representante del Comité por una Maternidad sin Riesgos en Guerrero de 1996 a 1997, consultor por la UNICEF y el Banco Mundial en Bolivia de 1997 a 1998 y director del Centro de Investigación de Enfermedades Tropicales (CIET) del 2002 al 2009. Además de ganar las elecciones para la rectoría de la UAG en el periodo 2010 a 2014, pero por un problema de salud se retiró del cargo el 27 de septiembre de 2012, cumpliendo solo 2 años y medio de los cuatro, murió un mes después de renunciar. Alberto Salgado Rodríguez fue designado como rector interino del 28 de septiembre de 2012 al 6 de abril de 2013, mientras se realizan las elecciones para el nuevo rector.
Convirtió la Escuela de Medicina de la UAGro en Facultad de Medicina. Fue el cofundador del CIET, además gestionó la construcción de los edificios que albergan al CIET, UCDR y UEPI, y habilitó sus aulas y bibliotecas.

## Reconocimientos
Fue reconocido al ser miembro del Sistema Nacional de Investigadores Nivel I desde 2009, por su perfil PROMEP, 2001-2010, ganó el Premio Nacional de Seguridad e Higiene en el Trabajo 2005, y fue ganador del XI Congreso de Investigación en Salud Pública por el Mejor cartel: Factores asociados a la atención del parto institucional en Tapachula, Chiapas, 2005. Fue evaluador y dictaminador de los CIEES y maestro en Ciencias Médicas, con mención honorífica.